# Wesley Chapel (Floryda)
Wesley Chapel – jednostka osadnicza w Stanach Zjednoczonych, w stanie Floryda, w hrabstwie Pasco.